# Aleksander Peršin
Aleksander Peršin, slovenski arhitekt, * 1936.

## Priznanja in odlikovanja
Leta 1969 je soprejel nagrado Prešernovega sklada »za zazidalni načrt stanovanjske soseske SŠ-6 v Ljubljani« skupaj s soavtorjema Ilijo Arnautovićem in Janezom Vovkom. 